# Infiniti

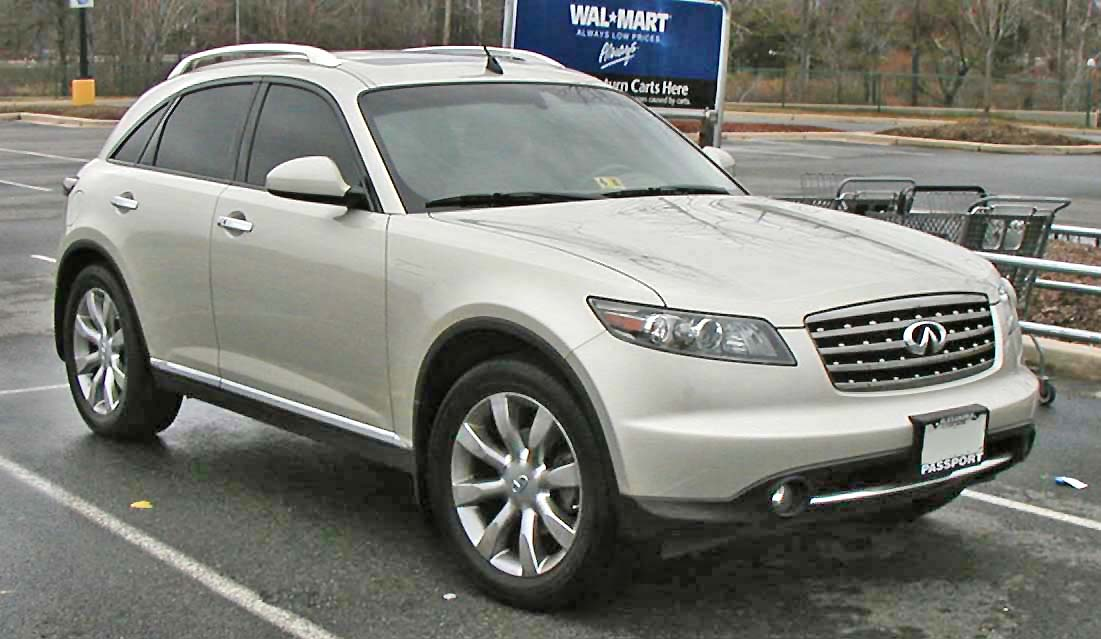
Infiniti FX45

Infiniti je japonská automobilka založená koncem 80. let Nissanem. Ten s ní měl podobný záměr jako Toyota s Lexusem – Infiniti měla sloužit jako jeho luxusní odnož. Tento záměr se nakonec podařilo s úspěchem naplnit. V roce 2008 automobilka rozšířila své americko-asijské pole působnosti i o Evropu.

## Modely
- G Coupe - Kupé postavené na základě Nissan FM platform (350z, 370z, Q60, GT-R)
- G sedan - Sedan, který by konkuroval Lexusu GS
- M - Luxusní limuzína, která by konkurovala Lexusu LS
- EX - Crossover , či menší SUV , v roce 2008 nahrazen 2. generací
- FX - Luxusní SUV, v roce 2008 nahrazen 2. generací a obměna motoru 4,5l za 5,0l (FX je nejčastěji vidět na českých silnicích)
- QX - Obří SUV, velikostí off-road, s ohromným motorem 5,6l